# Ennio Morricone
Ennio Morricone OMRI (Rome, 10 november 1928 – aldaar, 6 juli 2020) was een Italiaanse componist, orkestrator, dirigent en trompettist, die de muziek voor ongeveer 500 films en televisieseries componeerde en orkestreerde. Hij componeerde tevens een honderdtal popliedjes (voor onder anderen Mireille Mathieu, Milva en Mina) en een 150-tal klassieke composities, zoals een opera, een tiental viool- en pianoconcerten en kamermuziek. Hij is tevens de winnaar van een Oscar voor beste originele muziek, die hij in 2016 op 87-jarige leeftijd in ontvangst nam. Daarmee is hij de op een na oudste winnaar ooit van een Oscar.
Ennio Morricone behoort tot de invloedrijkste componisten van zijn generatie. Morricone's eerste composities dateren van de jaren veertig. Morricone's omvangrijk en gevarieerd oeuvre omvat de muziek voor meer dan 70 prijswinnende films, waaronder alle films van Sergio Leone vanaf de Dollars trilogie, zoals Once Upon a Time in the West en Once Upon a Time in America, alle films van Giuseppe Tornatore vanaf Nuovo cinema Paradiso, The Battle of Algiers, Bernardo Bertolucci's 1900, Exorcist II, Days of Heaven, diverse succesvolle Franse films, zoals La Cage aux folles en diverse Hollywoodfilms, waaronder The Thing, Roland Joffés The Mission, The Untouchables (1987) van Brian De Palma, Barry Levinsons Bugsy (1991), Mike Nichols'  Wolf (1994), Mission to Mars (2000) en Quentin Tarantino's The Hateful Eight (2015). Morricone's muziek werd eveneens uitvoerig aangewend in onder meer Quentin Tarantino's Kill Bill (2003–2004), Inglourious Basterds (2009) en Django Unchained (2012), The Boat That Rocked en series als The Simpsons en The Sopranos.
Met meer dan 10 miljoen verkochte exemplaren groeide Once Upon a Time in the West wereldwijd uit tot een van de succesvolste, instrumentale soundtracks. Zijn filmmuziek voor The Good, the Bad and the Ugly en The Mission wordt als invloedrijk beschouwd. In de Verenigde Staten behaalden beide soundtracks de goudstatus (RIAA). De componist verkocht wereldwijd meer dan 70 miljoen scores, compilaties en singles, waarvan meer dan 6,5 miljoen in Frankrijk, ruim drie miljoen in de Verenigde Staten en meer dan twee miljoen albums in Korea. In 1971 ontving Ennio Morricone een eerste gouden plaat (Disco d'Oro) voor de verkoop van 1 miljoen platen in Italië en een "Targa d'Oro" voor de wereldwijde verkoop van 22 miljoen platen.

## Biografie
Op zesjarige leeftijd begon Morricone met het componeren van muziek. Vier jaar later ving hij aan met zijn opleiding aan het Conservatorium van de Accademia Nazionale di Santa Cecilia waar hij trompet studeerde. Zijn eerste volwaardige composities schreef hij net na de Tweede Wereldoorlog, waaronder de klassieke stukken Il Mattino (1946), Imitazione (1947) en Intimità (1947). In 1952 behaalde Morricone met grootste onderscheiding het diploma 'Instrumentation for band' en twee jaar later het diploma 'Composition'.
In de jaren vijftig en zestig orkestreerde Morricone muziek voor popartiesten (onder wie Paul Anka en Mireille Mathieu) en componeerde hij een honderdtal popliedjes, zoals de hit 'Se telefonando' (1966) van Mina. Daarbuiten schreef hij achtergrondmuziek voor de nationale omroep RAI en werkte hij als muzikaal assistent en orkestrator voor televisieprogramma's.

### Il Federale
De eerste stap in de filmmuziekwereld zette Morricone in 1959 toen hij fungeerde als dirigent en orkestrator voor de film Death of a Friend. Twee jaar later componeerde hij de muziek voor Luciano Salces film 'Il Federale', zijn eerste officiële filmmuziek. De samenwerking met Salce verliep vlot en werd voortgezet voor nog een vijftal andere films.
Samenwerking met Italiaanse regisseurs

#### Sergio Leone
Het is echter de samenwerking met jeugdvriend Sergio Leone die Morricone beroemd maakte. De westernfilm A Fistful of Dollars (1964) werd een wereldsucces, mede dankzij de muziek die in de film overheerste. Budgetbeperkingen maakten het echter voor de componist financieel onmogelijk om een volwaardig orkest op te voeren. Hij bediende zich voor vele scores dan ook van ongebruikelijke instrumenten om de muziek toch groots te laten overkomen. Siciliaanse folkinstrumenten, enkele houtblazers, de toen recent ontwikkelde (elektrische) Fender gitaar, een koor en allerlei special effects vormden de basis van zijn filmmuziek uit deze periode.
Hij ontwikkelde de muzikale mogelijkheden om een score te componeren. Met A Fistful Of Dollars begon ook de tien jaar durende samenwerking met de kunstfluiter Alessandro Alessandroni en met het koor 'Cantori Moderni'.
Morricone componeerde de muziek voor alle Leone-films, acht in totaal, met klassiekers als For a Few Dollars More (1965), The Good, the Bad and the Ugly (1966), Once Upon a Time in the West (1968) en Once Upon a Time in America (1984). De muziek, die vaak al af was alvorens de film werd gedraaid, werd op de filmset afgespeeld via grote luidsprekers om zo de acteurs in de ‘juiste stemming’ te brengen. Sergio Leone vond Morricones muziek zo goed dat de muziek in zijn films vaak een onmiskenbare rol speelt.

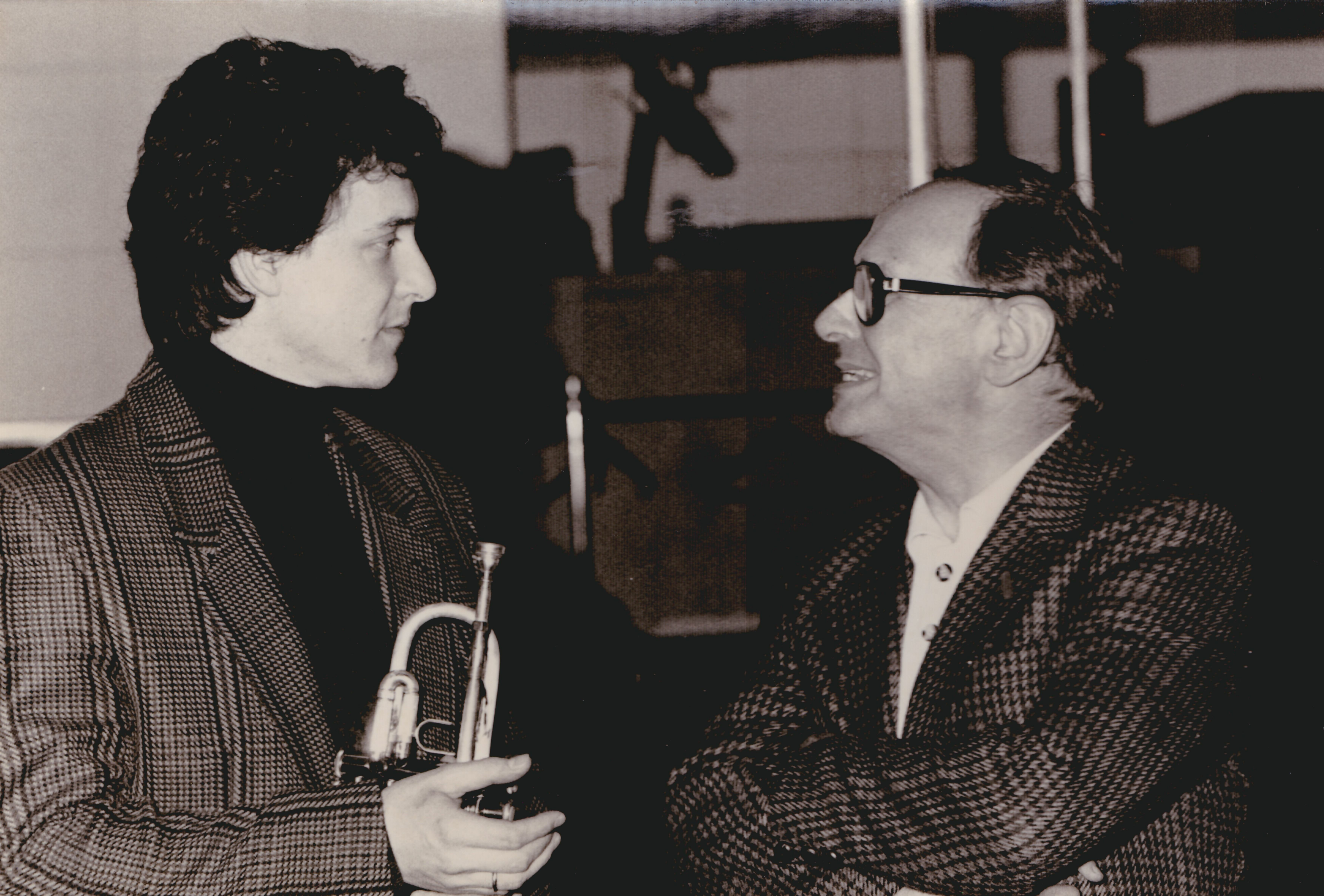
Mauro Maur & Ennio Morricone - Forum Studios - Rome

De westernscores (een dertigtal in totaal) van Morricone behoren tot de bestsellers van de filmmuziek. De best verkochte score van Morricone is Once Upon a Time in the West met een wereldwijde verkoop tussen 5 en 10 miljoen exemplaren. De muziek uit deze film werd door Willem Duys zeer intensief in zijn radioprogramma "Muziek Mozaïek" gedraaid, waarna de langspeelplaat ervan in Nederland een 800.000 maal over de toonbank ging.

#### Langdurige samenwerkingen
In 1971 haalde de componist de hitlijsten met Here's to You, gezongen door de Amerikaanse folkzangeres Joan Baez. Dat jaar kreeg hij zijn eerste gouden plaat in Italië voor de verkoop van één miljoen albums. Tevens mocht Morricone in 1971 een Targa d'Oro in ontvangst nemen voor de wereldwijde verkoop van 22 miljoen albums.
Morricone werd een van de meest gevraagde filmcomponisten. In de jaren zestig en zeventig componeerde hij jaarlijks 15 tot 25 scores, een gemiddelde dat weinig filmcomponisten hem later nadeden. Morricone koos zijn projecten niet echt zorgvuldig en wees dan ook weinig projecten af. Vaak werd de muziek bekender dan de films waarvoor hij die gecomponeerd had. Een gevleugeld gezegde was: "Er zijn geen goede spaghettiwesterns gemaakt zonder muziek van Morricone, maar wel veel slechte met".
Hij werkte samen met bijna elke Italiaanse topregisseur na Fellini, waaronder Luciano Salce (8x), Sergio Corbucci (7x), Roberto Faenza (8x), Alberto Negrin (10x), Giuliano Montaldo (12x), Bernardo Bertolucci (5x), Elio Petri (7x), Dario Argento (5x) en Giuseppe Tornatore (10x).
Morricone schreef ook de muziek voor twee films van Franco Zeffirelli, Per Firenze (1966) en Hamlet (1990). Daarnaast componeerde hij regelmatig muziek voor Franse regisseurs. Vooral de muziek voor de film Le Professionnel (1981) van Georges Lautner werd erg succesvol. Wereldwijd werden van de score drie miljoen exemplaren verkocht, waarvan ongeveer een miljoen exemplaren in Frankrijk.

#### Giuseppe Tornatore
De samenwerking met de Italiaanse regisseur Giuseppe Tornatore, met wie hij een soort vader-zoon relatie had, duurde meer dan twintig jaar. Morricone componeerde in 1989 de muziek voor het fel bejubelde Nuovo cinema Paradiso. Zijn zoon Andrea (*1964) componeerde voor deze film het 'Love Theme'. De samenwerking met Tornatore leidde tot films als A Pure Formality (1994), The Legend of 1900 (1998), Malèna (Oscarnominatie, 2001), La sconosciuta (2006), Baaria (2009), The Best Offer (2013) en The Correspondence (2016).

### Hollywoodproducties

#### Days of Heaven
In 1978 componeerde Morricone de muziek voor Days of Heaven van Terrence Malick, de tweede Hollywoodfilm (na Exorcist II: The Heretic, 1977) waarvoor hij de score schreef. De muziek leverde hem een eerste Academy Award nominatie op.
Morricone was niet echt 'Hollywood-minded'. Dit verklaart gedeeltelijk waarom de componist moest wachten tot 2018 om een Oscar te winnen, meer bepaald voor de film The Hateful Eight van Quentin Tarantino. Daarnaast sleepte hij vijf Oscarnominaties in de wacht. Morricone schreef relatief weinig muziek voor Hollywoodfilms (slechts voor een dertigtal). De componist vond bovendien nooit de tijd om Engels te leren, waardoor de samenwerking met Engelse en Amerikaanse regisseurs niet steeds vlot verliep.
Begin jaren tachtig stopte hij bijna volledig met het componeren van scores voor Amerikaanse films. Zijn bekendste Amerikaanse filmmuziek uit die periode was voor The Thing (1982) van horrorfilmregisseur John Carpenter.

#### The Mission
Sinds het succes van het Oscarwinnende The Mission (Oscarnominatie voor 'Best Original Score', 1986) ging Morricone weer meer componeren voor Hollywoodproducties. De filmmuziek voor The Mission wordt beschouwd als zijn beste van de jaren tachtig. Meer dan twee miljoen exemplaren gingen ervan over de toonbank. Het succes leidde tot andere vruchtbare samenwerkingen, zoals met de regisseurs Barry Levinson (Bugsy - Oscarnominatie, 1991 en Disclosure, 1994), Wolfgang Petersen (In the Line of Fire, 1993), Warren Beatty (Love Affair, 1994 en Bulworth, 1998), Mike Nichols (Wolf, 1994) en Oliver Stone (U Turn, 1997).

#### Brian De Palma
De succesvolste samenwerking met een Amerikaanse regisseur was die met Brian De Palma, voor wie hij de score van The Untouchables (1987) schreef. Die leverde hem een Grammy Award op en resulteerde in een derde Academy Award-nominatie. De samenwerking resulteerde in de muziek voor Hollywoodfilms als Casualties of War (1988) en Mission to Mars (2000).

### Na de millenniumwisseling
Sinds de jaren negentig spitste Morricone zich meer toe op het componeren van concertmuziek en filmmuziek voor Italiaanse televisiefilms en televisieseries. Hij componeerde gemiddeld nog de muziek voor twee films per jaar. Morricone werkte nog steeds zeven dagen, negen uur lang, aan composities, zonder enig muziekinstrument te gebruiken.
Televisiereeksen en films die tot zijn discografie behoren zijn: La Piovra, Vatel (2000), Ripley's Game (2002), Fateless (2005), The Demons of St. Petersberg (2008) en En mai, fais ce qu'il te plaît (2015).
Het verzamelalbum We All Love Ennio Morricone verscheen in 2007, uitgevoerd door gerenommeerde artiesten als Céline Dion, Metallica, Bruce Springsteen en Roger Waters. Springsteen won met zijn vertolking van Once Upon a Time in the West een Grammy Award voor 'Best Instrumental Performance'.
Op 18 december 2012 verscheen de soundtrack voor Quentin Tarantino's Django Unchained waarop vier composities van Morricone staan. De componist schreef specifiek voor de film één nieuw nummer, Ancora Qui, met tekst en zang van de Italiaanse zangeres Elisa. Het lied haalde de shortlist van nummers die kans maken om genomineerd te worden voor de Oscar in de categorie 'Best Original overgang'. Bestaande muziek van Morricone haalde eerder al andere films van Quentin Tarantino, waaronder het tweedelige Kill Bill (2003), Grindhouse: Death Proof (2007) en Inglourious Basterds (2009). Op 4 januari 2013, anderhalve maand na het Filmfestival van Rome 2012, overhandigde Ennio Morricone in Rome een Lifetime Achievement Award aan de regisseur.
Morricone dirigeerde op 22 december 2012 een twee uur durend concert in het Antwerps Sportpaleis. De bekendste werken uit zijn omvangrijk oeuvre werden gebracht door het 85-koppig Orkest der Lage Landen en een koor met 100 zangers.
Op 1 februari 2015 begon Morricone zijn Europese tour "the 60 Years of Music Tour" in het Ziggo Dome te Amsterdam. In september 2017 trad de toen 88-jarige op in Ahoy in Rotterdam.
Op 6 juli 2020 overleed de 91-jarige Morricone in het Università Campus Bio-Medico in Rome, aan de gevolgen van een val.

## Invloed
Morricones invloed is terug te horen in verscheidene muziekgenres. Zijn muziek werd gesampeld door hedendaagse artiesten als Jay-Z, Coolio en The Orb.
'Ecstasy of Gold' wordt sinds 1983 door Metallica gebruikt als openingsmuziek voor hun concerten. Metallica bracht een cover van dit nummer uit in 2009. De track is ook te horen op hun livealbum S&M. Ook groepen als The Ramones, Muse en The Mars Volta gebruikten Morricones muziek voor dergelijke doeleinden. Artiesten als Radiohead, Calexico, Massive Attack, Hooverphonic en Morrissey vertelden zich te laten beïnvloeden door Morricones oeuvre.

## Prijzen en nominaties
Morricone werd zes keer genomineerd (voor Days of Heaven, The Mission, The Untouchables, Bugsy, Malèna, The Hateful Eight) en won uiteindelijk een Oscar voor beste originele muziek voor de muziek van The Hateful Eight.
In 2007 won hij de Honorary Academy Award, een prestigieuze prijs die enkel de componist Alex North eerder won. Hij droeg de Oscar op aan zijn vrouw Maria Travia, met wie hij op 13 oktober 1956 trouwde. Zij kreeg als eerste de composities van haar man te horen en beoordeelde de kwaliteit ervan. Maria Travia schreef vele liedteksten voor de scores van Morricone, waaronder de Gregoriaanse teksten van The Mission.
Verder heeft hij, naast prestigieuze Italiaanse filmprijzen, drie Golden Globes, een Grammy Award, twee speciale Grammy prijzen, zes BAFTA's, tien David di Donatello's, elf Nastro d'argento's, twee European Film Awards, de Goude Leeuw van Venetië en de Polar Music Prize op zijn naam staan. In 2016 kreeg hij een ster op de Hollywood Walk of Fame.

### Academy Awards
| Jaar | Titel             | Categorie        | Uitslag     |
| ---- | ----------------- | ---------------- | ----------- |
| 1979 | Days of Heaven    | Beste filmmuziek | Genomineerd |
| 1987 | The Mission       | Beste filmmuziek | Genomineerd |
| 1988 | The Untouchables  | Beste filmmuziek | Genomineerd |
| 1992 | Bugsy             | Beste filmmuziek | Genomineerd |
| 2001 | Malèna            | Beste filmmuziek | Genomineerd |
| 2007 | 'Honorary Oscar'  | Speciale prijs   | Gewonnen    |
| 2016 | The Hateful Eight | Beste filmmuziek | Gewonnen    |

### BAFTA Awards
| Jaar | Titel                       | Categorie        | Uitslag  |
| ---- | --------------------------- | ---------------- | -------- |
| 1980 | Days of Heaven              | Beste filmmuziek | Gewonnen |
| 1985 | Once Upon a Time in America | Beste filmmuziek | Gewonnen |
| 1987 | The Mission                 | Beste filmmuziek | Gewonnen |
| 1988 | The Untouchables            | Beste filmmuziek | Gewonnen |
| 1991 | Nuovo cinema Paradiso       | Beste filmmuziek | Gewonnen |
| 2016 | The Hateful Eight           | Beste filmmuziek | Gewonnen |

### Golden Globe Awards
| Jaar | Titel                                                     | Categorie        | Uitslag     |
| ---- | --------------------------------------------------------- | ---------------- | ----------- |
| 1982 | Butterfly                                                 | Beste filmlied   | Genomineerd |
| 1985 | Once Upon a Time in America                               | Beste filmmuziek | Genomineerd |
| 1987 | The Mission                                               | Beste filmmuziek | Gewonnen    |
| 1988 | The Untouchables                                          | Beste filmmuziek | Genomineerd |
| 1990 | Casualties of War                                         | Beste filmmuziek | Genomineerd |
| 1992 | Bugsy                                                     | Beste filmmuziek | Genomineerd |
| 2000 | La leggenda del pianista sull'oceano (The Legend of 1900) | Beste filmmuziek | Gewonnen    |
| 2001 | Malèna                                                    | Beste filmmuziek | Genomineerd |
| 2016 | The Hateful Eight                                         | Beste filmmuziek | Gewonnen    |

### Grammy Awards
| Jaar | Titel                                                     | Categorie                                                              | Uitslag     |
| ---- | --------------------------------------------------------- | ---------------------------------------------------------------------- | ----------- |
| 1988 | The Untouchables                                          | Beste album van instrumentale achtergrondmuziek voor film of televisie | Gewonnen    |
| 1995 | Wolf                                                      | Beste instrumentale compositie voor film of televisie                  | Genomineerd |
| 1997 | L'unomo delle stelle (The Star Maker)                     | Beste instrumentale compositie voor film of televisie                  | Genomineerd |
| 1999 | Bulworth                                                  | Beste instrumentale compositie voor film of televisie                  | Genomineerd |
| 2009 | 'Grammy Hall of Fame' voor The Good, the Bad and the Ugly | Speciale prijs                                                         | Gewonnen    |
| 2014 | 'Grammy Trustees Award'                                   | Speciale prijs                                                         | Gewonnen    |

In 2008 won Bruce Springsteen met het nummer "Once Upon a Time in the West" van het tribute album "We All Love Ennio Morricone" een Grammy Award in de categorie Best Rock Instrumental Performance.

## Filmografie (ruime selectie)
- 1960: Morte di un amico (Death of a Friend)
- 1961: Il federale (The Fascist)
- 1962: Diciottenni al sole (Eighteen in the Sun)
- 1962: La voglia matta (Crazy Desire)
- 1962: La cuccagna
- 1962: I motorizzati
- 1963: Tutto é musica (Everything is Music)
- 1963: I basilischi (The Basilisks)
- 1964: A Fistful of Dollars
- 1964: Prima della rivoluzione (Before the Revolution)
- 1965: La battaglia di Algeri (The Battle of Algiers)
- 1965: For a Few Dollars More
- 1965: I pugni in tasca (Fists in the Pocket)
- 1965: Una Pistola Per Ringo & Il Ritorno Di Ringo (A Pistol for Ringo & The Return of Ringo)
- 1966: The Good, the Bad and the Ugly
- 1966: The Big Gundown
- 1966: Navajo Joe
- 1967: OK Connery
- 1967: L'avventuriero
- 1968: Danger: Diabolik
- 1968: Da Uomo a Uomo (Death Rides a Horse)
- 1968: Partner
- 1968: Once Upon a Time in the West
- 1968: Il grande silenzio (Le Grand Silence)
- 1968: La Bataille de San Sebastian
- 1969: Queimada (Burn!)
- 1970: Indagine su un cittadino al di sopra di ogni sospetto (Investigation of a Citizen Above Suspicion)
- 1970: La Califfa (The Lady Caliph)
- 1970: L'uccello dalle piume di cristallo (The Bird with the Crystal Plumage)
- 1970: Two Mules for Sister Sara
- 1971: A Fistful of Dynamite
- 1971: La classe operaia va in paradiso (The Working Class Goes to Heaven)
- 1971: The Cat o' Nine Tails
- 1971: Maddalena
- 1971: Four Flies on Grey Velvet
- 1972: Bluebeard
- 1972: D'amore Si Muore (For Love One Can Die)
- 1972: Il Maestro e Margherita (The Master and Margaret)
- 1973: My Name is Nobody
- 1973: Un Uomo da rispettare (The Master Touch)
- 1973: Le Serpent
- 1974: Mussolini ultimo atto
- 1974: La cugina
- 1975: Salò o le 120 giornate di Sodoma (Salò, or the 120 Days of Sodom)
- 1976: Il deserto dei Tartari (The Desert of the Tartars)
- 1976: 1900
- 1977: Exorcist II: The Heretic
- 1977: Orca
- 1977: René la Canne
- 1978: Days of Heaven
- 1978: La Cage aux folles
- 1979: La luna
- 1981: Le Professionnel
- 1982: The Thing
- 1982: Butterfly
- 1983: La chiave (The Key)
- 1983: Sahara
- 1984: Once Upon a Time in America
- 1985: Red Sonja
- 1986: The Mission
- 1987: The Untouchables
- 1988: Frantic
- 1988: Nuovo cinema Paradiso (Cinema Paradiso)
- 1989: Casualties of War
- 1989: Fat Man and Little Boy
- 1989: Tempo di uccidere (Time to Kill)
- 1990: ¡Átame! (Tie Me Up! Tie Me Down!)
- 1990: Hamlet
- 1990: Stanno tutti bene (Everybody's Fine)
- 1991: Bugsy
- 1992: City of Joy
- 1993: In the Line of Fire
- 1993: Jona che visse nella balena (Jonah Who Lived in the Whale)
- 1994: Disclosure
- 1994: Wolf
- 1995: L'uomo delle stelle (The Star Maker)
- 1996: The Stendhal Syndrome
- 1997: Lolita
- 1997: U Turn
- 1998: La leggenda del pianista sull'oceano (The Legend of 1900)
- 1998: Bulworth
- 1998: What Dreams May Come
- 2000: Malèna
- 2000: Mission to Mars
- 2000: Vatel
- 2002: Ripley's Game
- 2003: The End of a Mystery
- 2004: 72 Meters
- 2005: Sorstalanság (Fateless)
- 2006: La sconosciuta (The Unkown Woman)
- 2008: The Demons of St. Petersberg
- 2009: Baarìa
- 2013: The Best Offer
- 2015: En mai, fais ce qu'il te plait (Come What May)
- 2015: The Hateful Eight
- 2016: The Correspondence

## Discografie

### Albums
| Album met eventuele hitnotering(en) in de Nederlandse Album Top 100 | Datum van verschijnen | Datum van binnenkomst | Hoogste positie | Aantal weken | Opmerkingen      |
| ------------------------------------------------------------------- | --------------------- | --------------------- | --------------- | ------------ | ---------------- |
| Het gebeurde in het westen                                          | 1974                  | 21-12-1974            | 2               | 193          | Soundtrack       |
| Portrait music                                                      | 1976                  | 20-11-1976            | 46              | 3            | Verzamelalbum    |
| Zijn grootste successen                                             | 1980                  | 19-01-1980            | 10              | 20           | Verzamelalbum    |
| Focus                                                               | 2003                  | 15-11-2003            | 41              | 7            | met Dulce Pontes |
| Movie masterpieces                                                  | 2004                  | 12-06-2004            | 44              | 8            | Verzamelalbum    |
| Collected                                                           | 2014                  | 05-04-2014            | 5               | 21           | Verzamelalbum    |

| Album met hitnotering(en) in de Vlaamse Ultratop 200 albums        | Datum van verschijnen | Datum van binnenkomst | Hoogste positie | Aantal weken | Opmerkingen   |
| ------------------------------------------------------------------ | --------------------- | --------------------- | --------------- | ------------ | ------------- |
| The music of Ennio Morricone                                       | 2000                  | 07-10-2000            | 32              | 3            | Verzamelalbum |
| Movie masterpieces                                                 | 2004                  | 15-05-2004            | 48              | 6            | Verzamelalbum |
| The platinum collection                                            | 2007                  | 28-04-2007            | 69              | 5            | Verzamelalbum |
| The Hateful Eight                                                  | 2015                  | 26-12-2015            | 18              | 21           | Soundtrack    |
| Collected                                                          | 2014                  | 12-03-2016            | 105             | 8            | Verzamelalbum |
| 85th Annversary - Live Concert in the State Kremlin Palace, Moscow | 2016                  | 02-07-2016            | 179             | 1            | Livealbum     |
| Morricore 60 - 60 Years of Music                                   | 2016                  | 19-11-2016            | 26              | 15           | Verzamelalbum |
| De Sergio Leone à Quentin Tarantino                                | 2020                  | 18-07-2020            | 97              | 2            | Verzamelalbum |

### Singles
| Single met eventuele hitnotering(en) in de Nederlandse Top 40 | Datum van verschijnen | Datum van binnenkomst | Hoogste positie | Aantal weken | Opmerkingen |
| ------------------------------------------------------------- | --------------------- | --------------------- | --------------- | ------------ | ----------- |
| Il etait une fois dans l'ouest (het gebeurde in het westen)   | 1976                  | 20-11-1976            | 25              | 7            |             |

| Single met hitnotering(en) in de Vlaamse Ultratop 50 | Datum van verschijnen | Datum van binnenkomst | Hoogste positie | Aantal weken | Opmerkingen |
| ---------------------------------------------------- | --------------------- | --------------------- | --------------- | ------------ | ----------- |
| Change                                               | 2010                  | 02-01-2010            | tip22           |              | met Coolio  |

### NPO Radio 2 Top 2000
| Nummer met noteringen in de NPO Radio 2 Top 2000 | '99 | '00 | '01 | '02 | '03 | '04 | '05 | '06 | '07 | '08 | '09 | '10 | '11 | '12 | '13 | '14 | '15 | '16 | '17 | '18 | '19 | '20 | '21 | '22 | '23 | '24 |
| ------------------------------------------------ | --- | --- | --- | --- | --- | --- | --- | --- | --- | --- | --- | --- | --- | --- | --- | --- | --- | --- | --- | --- | --- | --- | --- | --- | --- | --- |
| Once Upon a Time in the West                     | 262 | 482 | 578 | 694 | 623 | 499 | 599 | 600 | 646 | 582 | 784 | 799 | 739 | 578 | 698 | 696 | 738 | 663 | 741 | 779 | 869 | 608 | 677 | 655 | 679 | 660 |

1. ↑  Een vetgedrukt getal geeft de hoogste notering aan.

## Geselecteerde verkopen
| Score/single/album                           | Reële verkoop                                                                           | Certificatiedatum      |
| -------------------------------------------- | --------------------------------------------------------------------------------------- | ---------------------- |
| A Fistful of Dollars (1964)                  | 100.000 (F)                                                                             | 1981                   |
| The Good, the Bad and the Ugly (1966)        | 500.000 (RIAA)                                                                          | 08-14-1968             |
| The Good, the Bad and the Ugly (lied) (1968) | 1.000.000 (wereldwijd)                                                                  | Hugo Montenegro-versie |
| A Man With Harmonica (1969)                  | 1.260.000 (F)                                                                           | Originele single       |
| Once Upon a Time in the West (1969)          | 800.000 (NL) 629.000(F) 5.000.000 (wereldwijd)                                          | Certificatie in 1992   |
| Here's To You (1971)                         | 790.000 (F)                                                                             | Singleversie           |
| A Fistful of Dynamite (1971)                 | 477.000 (F)                                                                             | Singleversie           |
| God With Us (1973)                           | 378.000 (F)                                                                             | Singleversie           |
| La Cage aux Folles (1978)                    | 500.000 (RIAA)                                                                          | 12-14-1995             |
| Le Professionnel (1981)                      | 902.900 (F) 3.000.000                                                                   | Certificatie in 2001   |
| The Mission (1986)                           | 500.000 (RIAA) (US) 50.000 (CDN) 100.000 (UK) 20.000 (Polen) 100.000 (F) 50.000 (CAPIF) |                        |
| Chi Mai (1981)                               | 505.000 (BPI) (UK) 911.000 (F)                                                          | Single                 |
| Guardinas of the Clouds (2006)               | 30.000 (NL)                                                                             | 05-01-1981             |
| Live at Arena - Verona (2006)                | 150.000 (I)                                                                             | Livealbum              |
| We All Love Ennio Morricone (2007)           | 120.000 (I)                                                                             | 2008                   |